# Pharmaziemuseum Brixen
Das Pharmaziemuseum Brixen (PMB) ist ein Museum der Pharmaziegeschichte, das sich in der Adlerbrückengasse in Brixen (Südtirol, Italien) befindet.

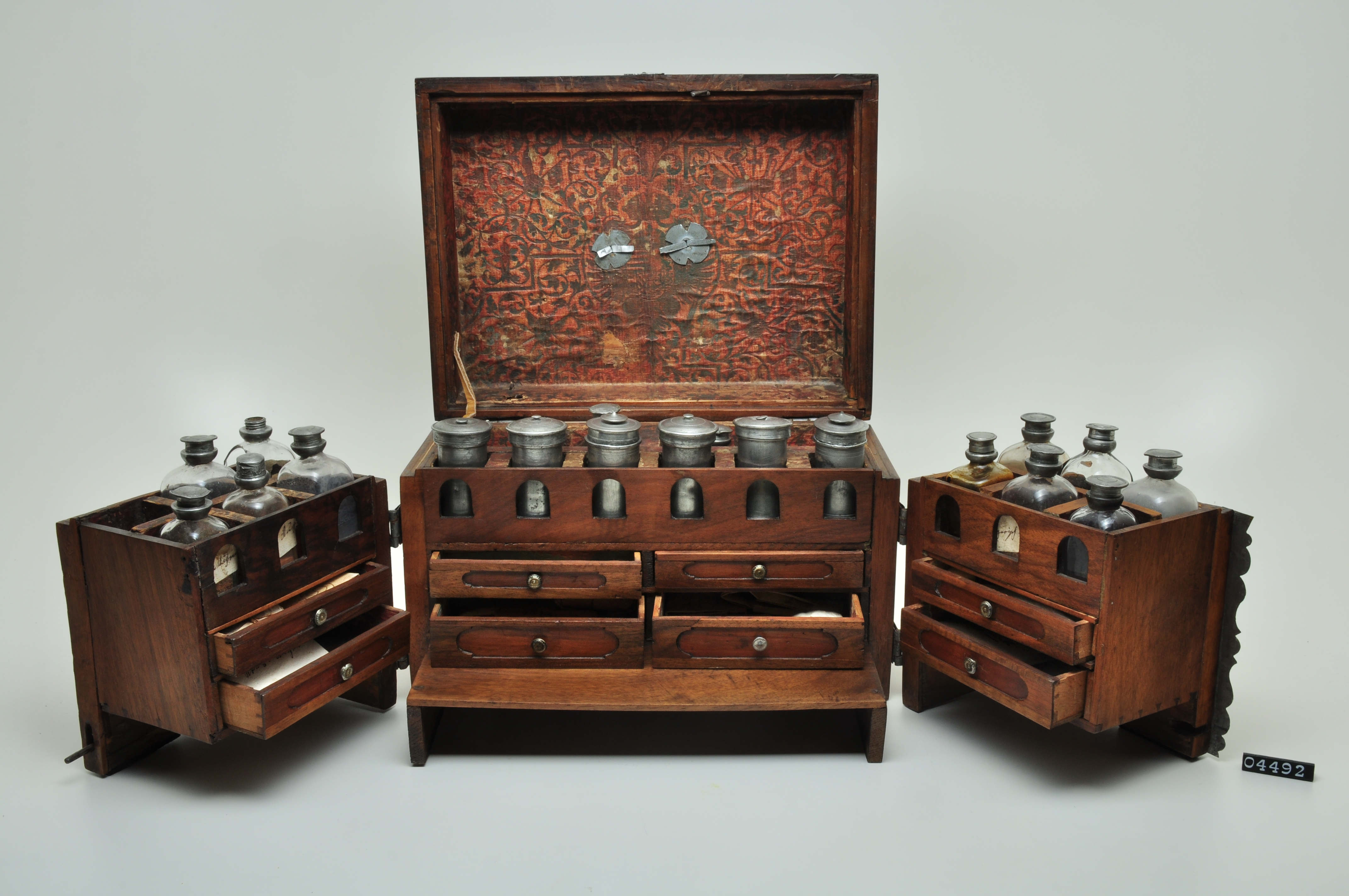
Historische Reiseapotheke

Die Ausstellungsfläche beträgt 150 m² und verteilt sich auf vier Räume. Die Ausstellung erzählt am Beispiel einer Brixner Apothekerfamilie von Vielfalt und Fantasie in 400 Jahren Arzneigeschichte.
Die besonderen Ausstellungsstücke rund um die Herstellung von Arzneimitteln, wie z. B. Tablettenpressen, Pillenrechen oder Zäpfchenformen, machen die Schau für Laien wie Experten zu einer pharmaziehistorischen Fundgrube. Die gezeigten Geräte, Heilmittel, Gefäße und Verpackungen stammen aus dem täglichen Apothekengebrauch. Neben der bloßen Betrachtung der ausgestellten Gegenstände setzt das Museum auch auf Interaktivität.
Das Museum wird vom Verein Recipe!EO getragen.